# Dartmouth (Nova Escócia)
Dartmouth (população em 2001: 65.741) fundada em 1750, é uma cidade próxima a Halifax, Nova Scotia, Canadá.
É denominada cidade dos lagos por conta da grande quantidade de lagos localizados na cidade.